# NGC 7222
NGC 7222 (другие обозначения — PGC 68224, UGC 11934, MCG 0-56-12, ZWG 377.35, NPM1G +01.0542) — спиральная галактика с перемычкой (SBb) в созвездии Водолей.
Этот объект входит в число перечисленных в оригинальной редакции «Нового общего каталога».
В галактике вспыхнула сверхновая SN 2008dr типа Ia, её пиковая видимая звездная величина составила 16,8.